# Il magnifico avventuriero (film 1963)
Il magnifico avventuriero è un film del 1963 diretto da Riccardo Freda.

## Trama
Benvenuto Cellini è un orafo, scultore e impenitente donnaiolo. Costretto a scappare da Firenze per aver rubato l'oro necessario a completare un'opera e così partecipare ad un concorso indetto dal Granduca, incontra sulla sua strada il conte Frangipani, che si sta recando a Roma per recare un messaggio al Pontefice. Cellini viene ammaliato dalla bellezza della moglie di Frangipani, Lucrezia, ma non disdegna di corteggiare Piera, cameriera di una locanda, che lo segue fino a Roma. Una volta giunto alla corte papale, Clemente VII lo nomina responsabile della Zecca; Cellini propone al Papa di disegnare le monete di stato con l'effigie di Lucrezia, cogliendo così l'occasione di poterla ritrarre senza farsi scoprire dal marito. Cellini, però, conia alcune monete false per poter pagare il costo di un palazzo; viene scoperto e messo in carcere. Nel frattempo l'esercito di Carlo V sta marciando verso Roma; il Pontefice libera Cellini e lo pone a capo della difesa di Castel Sant'Angelo nei giorni del "Sacco di Roma". Mentre i mercenari calati dal nord mettono a ferro e fuoco la città, Cellini è incaricato da Clemente VII di recare un messaggio a Carlo V; lo scultore saluta Lucrezia prima della sua pericolosa missione, mentre Piera gli rivela il suo amore. Cellini riesce rocambolescamente a uscire dal castello assediato e si rifugia in un convento a Subiaco; qui, travestito da monaco, riesce a consegnare a Carlo V la richiesta di pace da parte del Papa. Roma è salva e Cellini fa ritorno a Firenze. Piera, che lo ha seguito fedelmente, riesce infine a coronare il suo sogno di unirsi allo scultore, che può concludere la lavorazione del suo celebre Perseo con la testa di Medusa.